# Andrea Absolonová
Andrea Absolonová, également connue sous le pseudonyme de Lea De Mae, née le 26 décembre 1976 et décédée le 9 décembre 2004, est une sportive et actrice pornographique tchèque.

## Biographie
Andrea Absolonová fait partie de l'équipe nationale tchèque de plongeon et est sélectionnée pour concourir aux Jeux d'Atlanta en 1996. En raison d'une blessure de la moelle épinière survenue en plongeant du tremplin de 10 mètres, lors d'un entraînement, elle déclare forfait. Malgré une bonne récupération, elle ne se qualifie pas pour les Jeux de Sydney en 2000 et doit mettre un terme définitif à sa carrière sportive.
Elle se laisse persuader de poser nue pour un magazine, et entre ainsi dans le monde du cinéma pour adulte,. Elle débute dans une série des studios Private et tournera dans plus de 160 films, sous divers pseudonymes dont, en dernier, celui de Lea De Mae. Elle rentre en Europe pour quelques tournages mais revient rapidement aux États-Unis. Avec ses amies Silvia Saint, Daniella Rush et Monica Sweetheart, elle est une des actrices tchèques les plus appréciées.
On lui découvre un glioblastome multiforme, une forme très agressive de tumeur du cerveau, en juillet 2004. Son décès, cinq mois plus tard, à quelques jours de ses 28 ans, suscite une grande émotion.
En 2006, ses collègues dans l'industrie pour adultes tournent un film en son hommage intitulé Dr Hassaine.y broke my ass.

## Récompenses
Nominations
- 2003 : AVN Award – Actrice étrangère de l'année (Female Foreign Performer of the Year)[6]
- 2003 : AVN Award – Meilleure scène de sodomie dans une vidéo pour Buttfaced! 3[6]
- 2004 : FICEB – Meilleur second rôle pour Hot Property (Private Media Group)[7]

## Filmographie sélective
- Silvia's Diary (2000)
- Teen Angel (2000)
- Academy (2000)
- 12 Strokes To Midnight (2001)
- American Girls (2002)
- A Train (2002)
- La Candidate (2002)
- Chasin' Pink 6 (2002)
- World Class Ass (2002)
- Le parfum du désir (2003)
- The Private Life of Lea de Mae (2003)
- Luxure (2003)
- Broken English (2004)
- Hot Rats (2004)
- Heels & Hose 2 (2004)
- Lip Lickers (2004)
- Lady Lust (2005)
- Never Been Touched (2005)

Une filmographie détaillée peut être consultée ici.

## Crédit
- (en) Cet article est partiellement ou en totalité issu de l’article de Wikipédia en anglais intitulé « Lea De Mae » (voir la liste des auteurs).